# Abraham Conyedo
Abraham de Jesús Conyedo Ruano (né le 7 octobre 1993 à Santa Clara à Cuba) est un lutteur cubain naturalisé italien.

## Carrière
Lutteur libre, il est médaillé d'argent dans la catégorie des moins de 100 kg aux Jeux olympiques de la jeunesse d'été de 2010 à Singapour. Il est médaillé d'or des moins de 97 kg aux Jeux d'Amérique centrale et des Caraïbes de 2014 à Veracruz et médaillé d'argent dans la même catégorie aux Championnats panaméricains de lutte en 2015. 
Sous les couleurs italiennes, il remporte la médaille de bronze lors des Championnats du monde 2018 et lors des Championnats d'Europe 2020 en catégorie des moins de 97 kg.
Il est médaillé d'argent dans la catégorie des moins de 125 kg aux Jeux méditerranéens de 2022 à Oran.